# Meleni Rodney
Meleni Rodney (* 27. Juni 1998) ist eine grenadische Sprinterin, die sich auf den 400-Meter-Lauf spezialisiert hat. 

## Sportliche Laufbahn
Erste Erfahrungen bei internationalen Meisterschaften sammelte Meleni Rodney bei den CARIFTA-Games 2014 in Fort-de-France, bei denen sie in 54,45 s die Bronzemedaille über 400 m in der U18-Altersklasse und im 200-Meter-Lauf belegte sie in 24,45 s den fünften Platz. Anschließend nahm sie an den Olympischen Jugendspielen in Nanjing teil und gewann dort in 53,33 s die Bronzemedaille. Im Jahr darauf sicherte sie sich bei den CARIFTA-Games in Basseterre in 54,56 s erneut die Bronzemedaille über 400 m und anschließend schied sie bei den Jugendweltmeisterschaften in Cali mit 56,36 s im Halbfinale aus, ehe sie bei den Commonwealth Youth Games in Apia mit 59,00 s im Vorlauf ausschied. Im selben Jahr begann sie ein Studium an der University of California, Los Angeles und 2021 qualifizierte sie sich für die Olympischen Sommerspiele in Tokio und konnte dort ihren Vorlauf nicht beenden. 

## Persönliche Bestleistungen
- 200 Meter: 23,25 s (+0,3 m/s), 13. Mai 2017 in Cupertino
  - 200 Meter (Halle): 24,05 s, 26. Januar 2019 in New York City
- 400 Meter 51,32 s, 16. Mai 2021 in Los Angeles
  - 400 Meter (Halle): 55,18 s, 27. Januar 2018 in New York City